# Time to Market
Dans le commerce, le Time to Market ou Time-to-Market (TTM) est le temps qui s'écoule entre la conception d'un produit et le moment où il est disponible à la vente. La raison pour laquelle le Time to Market est si important est que le retard réduit le volume du marché sur lequel les producteurs peuvent vendre leurs produits. On pense souvent que le Time to Market est plus important pour les nouveaux produits, mais en réalité un lancement tardif de produit dans n'importe quel secteur peut avoir un impact négatif sur les revenus, en réduisant la fenêtre d'opportunité pour générer des revenus et en accélérant l'obsolescence du produit.

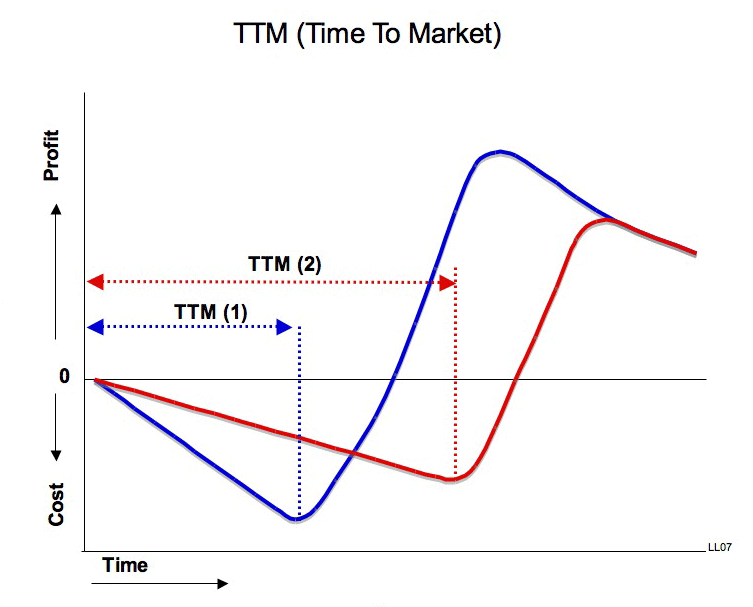
TTM (Time to Market). Avec un TTM court (1), malgré des coûts plus élevés (Cost), les recettes finales (Profit) peuvent être plus élevées qu'avec un TTM long (2)

.

## Mesurer le TTM
Il n'existe pas de standards pour mesurer le TTM, et les valeurs mesurées peuvent varier considérablement. Tout d'abord, la façon dont les différentes organisations définissent le début de la période varie considérablement.
Par exemple, dans l'industrie automobile, la période de développement commence lorsque le concept du produit est approuvé. D'autres organisations sont conscientes que peu de choses se produiront tant que le projet ne sera pas staffé, ce qui peut prendre beaucoup de temps après l'approbation si les développeurs sont occupés par des projets existants. Par conséquent, elles considèrent que le point de départ est le moment où le projet est entièrement staffé. La partie initiale d'un projet - avant que l'approbation n'ait été donnée ou que la totalité du personnel n'ait été affectée - a été appelée l'idéation (Fuzzy Front End), et cette étape peut prendre beaucoup de temps. Même si cette étape est difficile à mesurer, elle doit être incluse dans les mesures du TTM pour une gestion efficace du TTM.
Par ailleurs, les définitions de la fin de la période du TTM varient. Ceux qui considèrent le développement de produits comme de l'ingénierie disent que le projet est terminé lorsque le département d'ingénierie le transfère à la fabrication. D'autres définissent la fin du projet comme le moment où le premier exemplaire du nouveau produit est expédié ou lorsqu'un client l'achète. Les industries à fort volume définissent souvent le point final en termes d'atteinte d'un certain volume de production, par exemple un million d'unités par mois.
Finalement, les mesures de TTM varient fortement en fonction de la complexité, complexité du produit lui-même, des technologies qu'il incorpore, de ses processus de fabrication, ou de la complexité organisationnelle du projet (par exemple, composants externalisés). Les nouveaux produits sont beaucoup plus lents que les produits dérivés de produits existants. Certaines entreprises ont réussi à faire entrer leurs produits dans des critères de nouveauté, mais il reste encore difficile d'établir des niveaux de complexité.

Bien que le TTM puisse varier considérablement, tout ce qui compte est la performance du TTM d'une organisation par rapport à celle de ses concurrents directs. Les entreprises d'autres secteurs peuvent être beaucoup plus rapides, mais ne constituent pas une menace pour la concurrence, bien qu'il soit possible d'apprendre d'elles et d'adapter leurs techniques. 

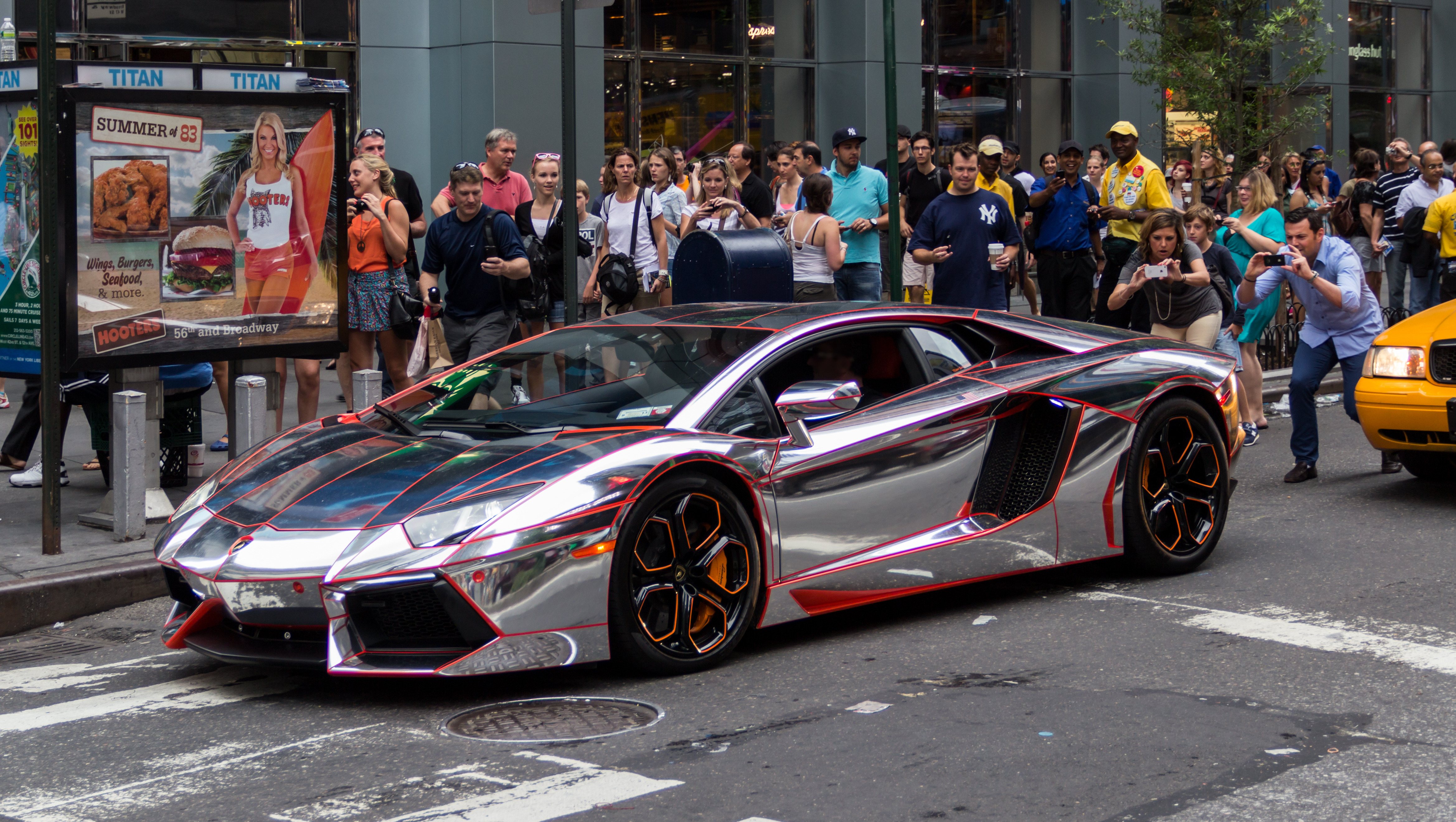
Voiture électrique révolutionnaire à New York. Le délai de mise sur le marché de cette voiture peut être considéré comme allant du moment où le fabricant a approuvé le concept jusqu'au moment où le premier acheteur a acheté le véhicule. En général, il s'agit de plusieurs années. D'autres secteurs peuvent avoir des délais plus courts.

## TTM et qualité
Nombreux sont ceux qui partent du principe tacite que le TTM et la qualité du produit sont des paramètres contradictoires dans un processus de développement. Le TTM peut être amélioré (raccourci) en sautant des étapes du processus de développement, ce qui compromet la qualité du produit. Pour ceux qui utilisent des processus de développement très structurés, tels que le Phase–gate model ou le Six Sigma, le développement du produit est souvent considéré comme une séquence clairement définie d'étapes à suivre. Sauter une étape, par exemple sous la pression des délais, peut non seulement nuire à la qualité, mais aussi allonger le TTM si l'organisation doit réaliser ou répéter l'étape ultérieurement.
D'autres organisations agissent de manière plus agressive, reconnaissant qu'il n'est pas nécessaire de franchir toutes les étapes pour chaque projet. En outre, elles utilisent de manière proactive des outils et des techniques qui permettent de raccourcir ou de chevaucher les étapes, de réduire le temps de prise de décision et d'automatiser les activités. De nombreux outils et techniques de ce type sont disponibles (voir les Références ci-dessous).

## Types de TTM
Les organisations cherchent à améliorer le TTM pour diverses raisons. Voici quelques variantes de TTM :
- Flexibilité pour exploiter la fenêtre du marché. C'est le moment optimal pour lancer un produit et maximiser les profits. Avant ce moment, votre produit n'atteindra jamais l'ensemble du public ciblé. Après ce moment, les ventes n'atteindront jamais leur niveau optimal.
- Vitesse pure, c'est-à-dire la mise sur le marché du produit le plus rapidement possible. C'est un atout dans les secteurs qui évoluent rapidement, mais ce n'est pas toujours le meilleur objectif.
- Calendriers plus prévisibles. Plutôt que d'atteindre le marché le plus rapidement possible, il peut être plus utile de respecter les délais, par exemple pour que le nouveau produit soit disponible pour une foire commerciale. Outre les processus tels que le Stage-Gate ou le Six Sigma, la gestion des risques du projet (voir les Références ci-dessous) est un outil efficace dans ce cas de figure.
- Minimisation des ressources, en particulier de la main-d'œuvre. De nombreux responsables pensent que plus le projet est court, moins il coûtera cher, et tentent donc d'utiliser la durée du projet comme moyen de réduire les dépenses. L'un des principaux moyens de réduire le TTM est d'augmenter le nombre de personnes affectées au projet[4], de sorte qu'un projet plus rapide peut en réalité être plus coûteux.
- Flexibilité pour effectuer des changements. L'innovation produit est intimement liée au changement, et la nécessité d'un changement apparaît souvent à mi-parcours d'un projet. Par conséquent, la capacité d'apporter des changements au cours du développement sans trop perturber le projet peut être appréciable. Par exemple, l'objectif pourrait être de satisfaire les clients, ce qui pourrait être réalisé en ajustant les exigences du produit au cours du développement en réponse au feedback des clients. Le TTM pourrait alors être mesuré à partir de la dernière modification des exigences jusqu'à la livraison du produit.

Ces types de TTM illustrent le fait que les objectifs de TTM d'une organisation doivent être alignés sur sa stratégie d'entreprise plutôt que de poursuivre aveuglément un objectif de vitesse.

## Histoire
La première conférence enregistrée sur le Time to Market a été organisée par Bart Hall de l'AiC et s'est tenue les 25 et 26 octobre 1995 à l'hôtel St James de Londres. Elle était présidée par Mike Woodman, alors chez Logica et aujourd'hui chez Coplexia Consulting, et Allen Porter de l'AIIT.